# Wiktor Rachow
Wiktor Gieorgijewicz Rachow (ros. Виктор Георгиевич Рахов, ur. 19 grudnia 1913?/1 stycznia 1914 w Saratowie, zm. 29 sierpnia 1939 w Czycie) – radziecki lotnik wojskowy, Bohater Związku Radzieckiego (1939).

## Życiorys
Skończył 5 lat siedmioletniej szkoły w Saratowie i szkołę uniwersytetu fabryczno-zawodowego, od 1932 uczył się w kole szybowców i szkole lotniczej Osoawiachimu. Od 1932 służył w Armii Czerwonej, ukończył wojskową szkołę pilotów w Kaczy i służył w 188 eskadrze myśliwskiej pod Moskwą. Od marca 1936 jako starszy lotnik i dowódca klucza pracował w Naukowo-Badawczym Instytucie Sił Powietrznych, poza tym pilotował samoloty biorące udział w wojskowych paradach, m.in. nad Placem Czerwonym. Blisko współpracował z wybitnymi lotnikami, m.in. z Władimirem Kokkinaki, Anatolijem Sierowem, Stiepanem Suprunem, Grigorijem Krawczenką i Piotrem Stiefanowskim, wraz z którymi latał. Od 29 maja do 29 sierpnia 1939 brał udział w bitwie z Japończykami nad Chałchin-Goł jako pomocnik dowódcy 22 pułku lotnictwa myśliwskiego 23 Brygady Lotnictwa Myśliwskiego 1 Grupy Armijnej. Wykonał 68 lotów bojowych i w walkach powietrznych strącił osobiście 8 i w grupie 6 samolotów wroga. W ostatniej walce 27 sierpnia 1939 został ciężko ranny i odesłany do szpitala w Czycie, gdzie dwa dni później zmarł. Został pochowany pod budynkiem szkoły w Czycie. Jego imieniem nazwano ulice w Czycie, Kazaniu i Saratowie.

## Odznaczenia
- Złota Gwiazda Bohatera Związku Radzieckiego (29 sierpnia 1939)
- Order Lenina (29 sierpnia 1939)
- Order Czerwonego Sztandaru (Mongolska Republika Ludowa)